# شتدزاند
شتدزاند (به آلمانی: Stedesand) یک شهر در آلمان است که در نوردفرایسلند واقع شده‌است. شتدزاند ۸۵۷ نفر جمعیت دارد.